# 馬龍尼禮天主教賽普勒斯總教區
馬龍尼禮天主教賽普勒斯總教區 （拉丁語：Archieparchia Cyprensis Maronitarum）是一個位於賽普勒斯的天主教馬龍尼禮教會的教區，直屬聖座。
有文字記載的馬龍尼禮主教最早見於1316年。2006年有教友10,000人、九個堂區、七名司鐸。現任教區總主教為若瑟‧蘇韋夫。